# Агапова, Нина Фёдоровна
Ни́на Фёдоровна Ага́пова (30 мая 1926, Москва — 19 ноября 2021, Москва) — советская и российская актриса театра и кино, заслуженная артистка РСФСР (1987).

## Биография
Родилась 30 мая 1926 года в Москве. Её родители были родом из одной деревни, из-под Коломны, они рано приехали в Москву на заработки. Мать устроилась в 14 лет на ткацкую фабрику, отец торговал в частном магазине, скончался в августе 1945 года от туберкулёза.
В 15 лет поступила в Русский народный хор под руководством П. Г. Яркова.
Являлась участницей фронтовых концертных бригад. Выступала на Дальнем Востоке, в Азии, в Крыму и на Карельском фронте.
Сниматься в массовках на «Мосфильме». На съёмках фильма «Человек № 217» ассистент режиссёра Викторов посоветовал Агаповой задуматься об актёрском будущем. Она в 1946 году поступила во ВГИК на экспериментальный режиссёрско-актёрский курс. На вступительных экзаменах познакомилась со своим будущим мужем. Окончила ВГИК (1951, мастерская Сергея Юткевича и Михаила Ромма).
После распределения попала в Театр-студию киноактёра, где проработала до 1990 года. Там после ролей в капустниках её стали приглашать на разные роли, в том числе и главные. В 1965 году получила главную роль в первом мюзикле, когда-либо поставленном на московской сцене, «Целуй меня, Кэт». В кино в основном приглашали на эпизодические роли. Впервые большую роль она получила в 1953 в фильме «Доброе утро». Следующая пришла к ней только десять лет спустя, когда она сыграла Зинаиду в комедии Эльдара Рязанова «Дайте жалобную книгу».
С 1997 года — участница Московской драматической труппы «Блуждающие звёзды» под руководством Павла Тихомирова..
Работала на сцене до 90 лет.
Скончалась 19 ноября 2021 года в Москве. Похоронена на Кунцевском кладбище рядом с мужем.

### Семья
Муж — кинооператор Сергей Полуянов (1924—1983), заслуженный деятель искусств РСФСР.
Сын — Александр, родился 31 декабря 1953 года. Как и отец, окончил операторский факультет, но занялся бизнесом. Из-за неурядиц в бизнесе (не смог вернуть долги), 28 декабря 1996 года  умер от сердечного приступа, скорая не успела приехать.

## Роли в театре
Московская драматическая труппа «Блуждающие звёзды»
- «Не сошлись характерами!» А. Н. Островский — Улита Никитишна (режиссёр П. Е. Тихомиров)
- «Листки из сожжённой тетради» П. Тихомиров — Мать (режиссёр П. Е. Тихомиров)
- «Солдат и царица» А. Платонов — Боярыня (режиссёр П. Е. Тихомиров)
- «Театральная фантазия» П. Тихомиров — Дама в чернобурке, Сильва (режиссёр П. Е. Тихомиров).

## Фильмография
| Год  |     | Название                                        | Роль                                            |
| ---- | --- | ----------------------------------------------- | ----------------------------------------------- |
| 1950 | ф   | Донецкие шахтёры                                | девушка на свадьбе Лидыни                       |
| 1953 | ф   | Застава в горах                                 | Марья Тихоновна, жена пограничника              |
| 1953 | ф   | Нахлебник                                       | дворовая девка                                  |
| 1955 | ф   | Доброе утро                                     | Ирина Ковалёва, журналистка                     |
| 1955 | ф   | Мексиканец                                      | эпизод                                          |
| 1956 | ф   | Как он лгал её мужу                             | горничная                                       |
| 1957 | ф   | К Чёрному морю                                  | Зоя Денисовна Бирюкова                          |
| 1957 | ф   | Рядом с нами                                    | эпизод                                          |
| 1958 | ф   | Жизнь прошла мимо                               | покупательница                                  |
| 1958 | ф   | Смена начинается в шесть                        | Любаша, жена Алексея                            |
| 1959 | ф   | Неподдающиеся                                   | массовик-затейник                               |
| 1960 | ф   | Время летних отпусков                           | Шурочка, жена главного бухгалтера               |
| 1960 | ф   | Мёртвые души                                    | дама на балу                                    |
| 1960 | ф   | Мичман Панин                                    | светская дама с драгоценностями                 |
| 1961 | ф   | Воскресение                                     | Анна Игнатьевна                                 |
| 1961 | ф   | Чужой бумажник                                  | секретарь                                       |
| 1962 | ф   | 713-й просит посадку                            | американка                                      |
| 1962 | ф   | Цепная реакция                                  | ограбленная женщина                             |
| 1963 | ф   | Именем революции                                | мать Жени                                       |
| 1964 | ф   | Зелёный огонёк                                  | ветеринар                                       |
| 1965 | ф   | Дайте жалобную книгу                            | Зинаида, буфетчица                              |
| 1965 | ф   | Чистые пруды                                    | Любовь Григорьевна Кульчицкая, лейтенант        |
| 1965 | ф   | От семи до двенадцати                           | мать Бориса                                     |
| 1966 | ф   | Душечка                                         | актриса Дадонская                               |
| 1966 | ф   | Чёрт с портфелем                                | Клавдия Николаевна, секретарь редакции          |
| 1967 | ф   | Дядюшкин сон                                    | Фелисата Михайловна                             |
| 1967 | ф   | Доктор Вера                                     | задержанная                                     |
| 1968 | ф   | Урок литературы                                 | мать ученика                                    |
| 1968 | ф   | Щит и меч                                       | Зеленко-Ауфбаум, капитан в женской школе абвера |
| 1968 | ф   | Семь стариков и одна девушка                    | Кравцова, врач                                  |
| 1968 | ф   | Зигзаг удачи                                    | продавщица мехового салона                      |
| 1969 | ф   | Неподсуден                                      | пассажирка авиалайнера                          |
| 1969 | ф   | Старый знакомый                                 | Рита, бывшая жена Самецкого из Ростова-на Дону  |
| 1969 | ф   | Чайковский                                      | гостья на приёме                                |
| 1969 | ф   | Франсуаза                                       | Жозефина                                        |
| 1970 | ф   | А человек играет на трубе                       | Елена Васильевна, мать Наташи                   |
| 1970 | ф   | Безобидный человек                              | Катя Васильева                                  |
| 1970 | ф   | Приключения жёлтого чемоданчика                 | мама девочки с книгой                           |
| 1970 | ф   | Вас вызывает Таймыр                             | певица                                          |
| 1970 | ф   | Эксперимент                                     | мать Валерия                                    |
| 1970 | ф   | О друзьях-товарищах                             | Родичева, заговорщица                           |
| 1970 | ф   | Опекун                                          | судья                                           |
| 1970 | ф   | Серебряные трубы                                | защитница Филиппова                             |
| 1971 | кор | 32 неожиданности (реклама Госстраха)            | Наташа, жена Димы Курочкина                     |
| 1971 | ф   | 12 стульев                                      | солистка театра «Колумб»                        |
| 1971 | ф   | Возвращение к жизни                             | фрау Айна Мейзи                                 |
| 1971 | ф   | Нюркина жизнь                                   | мать Юры Терехова                               |
| 1971 | ф   | Сестра музыканта                                | мама                                            |
| 1971 | ф   | Старики-разбойники                              | смотрительница музея                            |
| 1971 | ф   | Корона Российской империи, или Снова неуловимые | американка с попугаем                           |
| 1972 | ф   | Ехали в трамвае Ильф и Петров                   | Вера, жена Капитулова                           |
| 1972 | ф   | Нервы… Нервы…                                   | Анастасия Петровна                              |
| 1972 | ф   | Перевод с английского                           | Люся Коробова, мать Андрея Коробова             |
| 1973 | ф   | Дела сердечные                                  | врач скорой помощи                              |
| 1973 | ф   | Человек в штатском                              | жена Гехта                                      |
| 1973 | ф   | Нейлон 100 %                                    | Серафима Феодоровна, сестра Инны                |
| 1974 | ф   | Звезда экрана                                   | Александра Яблочкина                            |
| 1974 | ф   | Кыш и Двапортфеля                               | соседка                                         |
| 1974 | ф   | Чудо с косичками                                | Екатерина Буркова, руководитель команды         |
| 1974 | ф   | Северная рапсодия                               | корреспондент                                   |
| 1974 | ф   | Скворец и Лира                                  | дама на приёме у баронессы                      |
| 1976 | ф   | Расписание на завтра                            | Надежда Васильевна                              |
| 1976 | ф   | Слово для защиты                                | портниха                                        |
| 1977 | ф   | Трактир на Пятницкой                            | мадам, покупательница колечка                   |
| 1977 | ф   | Трясина                                         | Фаина, продавщица в магазине                    |
| 1977 | ф   | Ты иногда вспоминай                             | Нина Ивановна                                   |
| 1977 | ф   | По семейным обстоятельствам                     | парикмахер Зинуля                               |
| 1978 | ф   | Живите в радости                                | секретарь Варенцова                             |
| 1979 | ф   | С любовью пополам                               | секретарь                                       |
| 1979 | ф   | Сцены из семейной жизни                         | Рая, попутчица Кати                             |
| 1979 | ф   | Утренний обход                                  | пассажирка электрички                           |
| 1980 | ф   | Всадник на золотом коне                         | Мясекай                                         |
| 1980 | ф   | Коней на переправе не меняют                    | Ариадна Сергеевна, экономист                    |
| 1980 | ф   | Особо важное задание                            | пассажирка поезда с эвакуированными             |
| 1981 | ф   | Любовь моя вечная                               | режиссёр кинохроники                            |
| 1982 | ф   | Берегите мужчин!                                | Наталья Сергеевна, секретарша                   |
| 1982 | ф   | Не хочу быть взрослым                           | Лидия Семёновна, ассистент режиссёра            |
| 1982 | ф   | Огненные дороги                                 | миссис Джонс                                    |
| 1983 | ф   | Тайна «Чёрных дроздов»                          | миссис Гриффит                                  |
| 1984 | ф   | Герой её романа                                 | Берсенева                                       |
| 1984 | ф   | Нам не дано предугадать…                        | секретарь                                       |
| 1984 | ф   | Человек-невидимка                               | миссис Холл                                     |
| 1984 | ф   | Через все годы                                  | переводчица                                     |
| 1985 | ф   | Из жизни Потапова                               | мать Севы                                       |
| 1985 | ф   | От зарплаты до зарплаты                         | эпизод                                          |
| 1986 | ф   | В поисках выхода                                | член комиссии                                   |
| 1986 | тф  | Гран-па                                         | Варвара Ипполитовна, классная наставница        |
| 1986 | ф   | Зина-Зинуля                                     | секретарша                                      |
| 1986 | ф   | Мой нежно любимый детектив                      | дама в кинотеатре                               |
| 1986 | ф   | Ералаш (выпуск №57, эпизод "Отгул")             | Нина Фёдоровна                                  |
| 1987 | ф   | Крейцерова соната                               | Леокадия Петровна, модистка                     |
| 1987 | ф   | Ссуда на брак                                   | переводчица                                     |
| 1987 | ф   | Где находится нофелет?                          | тётя Эммы                                       |
| 1987 | ф   | Забытая мелодия для флейты                      | Татьяна Георгиевна, секретарша                  |
| 1989 | ф   | Частный детектив, или операция «Кооперация»     | цыганка                                         |
| 1990 | ф   | Место убийцы вакантно...                        | мать следователя Игнатова                       |
| 1991 | ф   | Небеса обетованные                              | Нина Андреевна, чин из райисполкома             |
| 1991 | ф   | Графиня                                         | отдыхающая                                      |
| 1993 | ф   | Свистун                                         | соседка                                         |
| 1994 | ф   | Частная история                                 | Имя персонажа не указано                        |
| 1994 | ф   | Чёрные береты                                   | дама с собачкой                                 |
| 1995 | ф   | Какая чудная игра                               | преподавательница английского                   |
| 1995 | ф   | Любить по-русски                                | Анна Александровна, мать Татьяны                |
| 1996 | ф   | Любить по-русски-2                              | Анна Александровна, мать Татьяны                |
| 1997 | ф   | Всё то, о чём мы так долго мечтали              | Полина                                          |
| 1998 | с   | Самозванцы                                      | врач                                            |
| 2000 | ф   | Зависть богов                                   | Калерия Георгиевна, соседка                     |
| 2000 | тф  | «Сыщики. Оливковое дерево»                      | пресс-секретарь                                 |
| 2002 | тф  | Следствие ведут ЗнаТоКи. Пуд золота             | хозяйка собаки                                  |
| 2002 | ф   | «Тайна лебединого озера»                        | слепая старуха                                  |
| 2004 | ф   | Я люблю тебя                                    | Ирина Родионовна, соседка Тимофея               |
| 2004 | тф  | Нежное чудовище                                 | Нина Николаевна Оболенская                      |
| 2005 | ф   | Не хлебом единым                                | соседка                                         |
| 2005 | ф   | Счастье ты моё                                  | эпизод                                          |
| 2005 | с   | Звезда эпохи                                    | Александра Яблочкина                            |
| 2006 | ф   | Испанский вояж Степаныча                        | эпизод                                          |

## Озвучивание мультфильмов
- 1956 — Небесное созданье — несколько ролей